# Medinilla endertii
Medinilla endertii är en tvåhjärtbladig växtart som beskrevs av Regalado. Medinilla endertii ingår i släktet Medinilla och familjen Melastomataceae. Inga underarter finns listade i Catalogue of Life.